# Classe Oskol
Le unità appartenenti alla classe Oskol (progetto 300 secondo la classificazione russa) sono navi progettate per effettuare riparazioni. La classificazione russa per questo tipo di unità è PM (Plavuchaya Masterskaya: officina galleggiante).

## Sviluppo
Si tratta di navi di piccole dimensioni, attrezzate per svolgere praticamente qualunque attività di riparazione. Le unità della classe Oskol sono state costruite in Polonia, e sono entrate in servizio tra il 1963 ed il 1967, in tre differenti versioni.
- Progetto 300: si tratta della versione base. Il nome in codice NATO è Oskol.
- Progetto 301T: versione modificata. Il nome in codice NATO è Oskol modificata.
- Progetto 303: si tratta della versione finale di questa classe. Il nome in codice NATO è Oskol II.

La produzione di queste navi terminò nel 1967, quasi sicuramente a favore delle classe Amur, che entrarono in servizio a partire dall'anno successivo.

## Tecnica ed armamento
Tra le tre versioni, non vi sono grandi differenze per quanto riguarda lo scafo della nave: più che altro, sono diverse le dotazioni imbarcate.
Queste unità non imbarcano armamento, con l'eccezione della PM 24, sulla quale sono state montate un cannone doppio da 57mm calibro 70 e due mitragliere doppie da 25mm.

## Utilizzo
Queste unità sono in servizio da oltre 40 anni. Oggi ne rimangono operative sei: PM 68 (Flotta del Baltico), PM 146 (Flotta del Nord), PM 148 (Flotta del Pacifico, ma sulla sua operatività sussistono forti dubbi), PM 24, PM 26 (Flotta del Mar Nero) e PM 25. Alte unità della classe sono state demolite.